# Isopolitie
Isopolitie (altgriechisch ἰσοπολιτεία isopoliteía ‚gleiches Bürgerrecht‘) bezeichnete im antiken Griechenland seit dem 3. Jahrhundert v. Chr. die Vergabe des Bürgerrechts durch eine griechische Polis, eines Staates, an Einzelpersonen oder ganze Gemeinden einer anderen Polis. Es handelte sich um einen gegenseitigen, vertraglich vereinbarten Austausch von Rechten der Bürger unabhängiger Staaten, im Gegensatz zur Sympolitie, bei der bei einem Zusammenschluss zweier oder mehrerer Staaten die Bürgerrechte des Gesamtstaates erworben wurden.
Die gegenseitige Verleihung der vollen Bürgerrechte, die zwischen zwei Poleis vertraglich geregelt wurde, betraf die Bürger des Vertragspartners, die Bürger der Partnerstadt werden wollten und wurde als individuell wahrnehmbarer Rechtstitel verstanden. Jedoch erhielten auch Bürger einer Polis, die ihr potentielles Bürgerrecht in der Partnerstadt nicht aktivieren wollten, dort gewisse Privilegien. Isopolitieabkommen wurden sowohl zwischen Nachbarstädten als auch weit voneinander entfernten Poleis geschlossen. Bedingungen der Aktivierung des Bürgerrechts der Isopoliten in der Partnerstadt waren die Mitgliedschaft in einer Phyle der Heimatstadt, das Verlassen der letzteren und Niederlassung in der Partnerstadt sowie die Ordnung aller finanziellen und rechtlichen Angelegenheiten in der heimatlichen Polis.
Ein Beispiel für die gegenseitige Verleihung des Bürgerrechts ist der Grenz-, Isopolitie- und Bündnisvertrag zwischen Aitolischem und Akarnanischem Bund.